# Drepanicus gayi
Drepanicus gayi är en insektsart som beskrevs av Blanchard in Gay 1851. Drepanicus gayi ingår i släktet Drepanicus och familjen fångsländor. Inga underarter finns listade i Catalogue of Life.